# 아피키우스

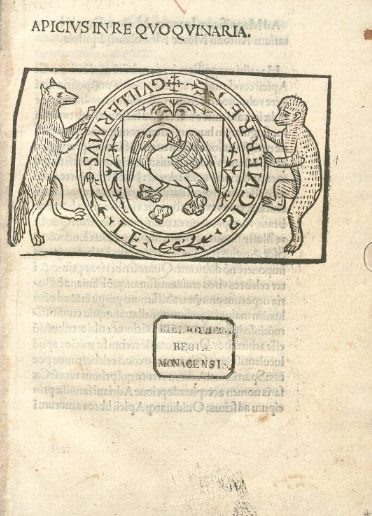

아피키우스(Apicius)는 4세기 말에서 5세기 초의 요리를 집대성한 요리책의 제목이며 라틴어로 저술된 것이다.
아피키우스는 사실 부엌에서 쓰던 단어였다. 가장 오래된 저서인 《데 레 코퀴아리나》로 전체 제목이 지어졌으며 아피키우스라는 이름은 음식에 대한 사랑을 가리킨다. 이 책으로 가장 큰 영향을 받은 사람은 미식가 마르퀴스 가비우스 아피키우스였으며 이름이 공교롭게도 같은 바람에 이 책의 저자로 오인받기도 한다.
현재 내용을 담은 전체 책은 판매되지 않고 있으며 오래전부터 얄려진 요리법의 등록 순서는 조금씩 차이가 있다. 책이 복사되고 출판되는 과정에서 줄이나 단어가 빠진 경우도 많았다.
책에 기술된 음식은 지중해 연안 일대의 고대인들이 어떻게 음식을 먹었는지 복원하는 데 큰 단서를 제공하며 오늘날 해당 지역의 음식과도 많이 닮아 있다. 토마토나 파스타의 기원에 대해서는 알 수 없지만 최상류층이 누리던 음식문화와 재료를 알 수 있으며 당시의 진미는 홍학이었다.

## 같이 보기
- 중세 요리
- 비앙디에
- 리베르 데 코퀴나